# Rasalas
Rasalas eller My Leonis ( μ Leonis , förkortat My Leo,  μ Leo) som är stjärnans Bayerbeteckning, är en stjärna belägen i den nordvästra delen av stjärnbilden Lejonet. Den har en skenbar magnitud på 3,88 och är synlig för blotta ögat. Baserat på parallaxmätning inom Hipparcosuppdraget på ca 26,3 mas, beräknas den befinna sig på ett avstånd av ca 124 ljusår (38 parsek) från solen.

## Nomenklatur
My Leonis har de traditionella namnen Rasalas (Ras Elased Borealis) och Alshemali, båda förkortningar av Ras al Asad al Shamaliyy, som kommer från det arabiska رسس الأسد الشمالي ra al-'asad aš-šamālī, "den nordliga (stjärnan) i lejonets huvud”.
År 2016 organiserade Internationella astronomiska unionen en arbetsgrupp för stjärnnamn (WGSN) med uppgift att katalogisera och standardisera riktiga namn för stjärnor. WGSN fastställde namnet Rasalas för denna stjärna den 12 september 2016, som nu är inskrivet i IAU:s Catalog fo Star Names.

## Egenskaper
Rasalas är en orange till röd jättestjärna av spektralklass K2 IIIb CN1 Ca1. Tilläggsnoteringen anger att den för en stjärna av sin typ har starkare än normala absorptionslinjer av cyanoradikal och kalcium i sitt spektrum. Den har en massa som är ca 1,5 gånger solens massa och har expanderat till 14 gångern solens radie . Den utsänder från dess fotosfär 63 gånger mer energi än solen vid en effektiv temperatur på 4 436 K.
År 2014 meddelades att Rasalas har en omkretsande planet som har minst 2,4 gånger Jupiters massa och en omloppsperiod på 358 dygn. Denna planet identifierades genom mätning av radialhastighetsvariationer orsakade av gravitationsförskjutning från den omkretsande kroppen.